# کالج هاروارد
کالج هاروارد (انگلیسی: Harvard College) یکی از دو مدرسهٔ درون دانشگاه هاروارد است که مدارک کارشناسی اعطا می‌کند (دیگری مدرسه Extension هاروارد است). این مدرسه که در ۱۶۳۶ کمبریج، ماساچوست بنیاد نهاده شد، قدیمی‌ترین مؤسسه آموزش تکمیلی در ایالات متحده آمریکا و یکی از با اعتبارترین در جهان است.